# Biblioteka Narodowa Tajlandii
Biblioteka Narodowa Tajlandii (taj. หอสมุดแห่งชาติ) – biblioteka narodowa w Bangkoku, stolicy Tajlandii.

## Historia
12 października 1905 roku król Chulalongkorn podjął decyzję o połączeniu trzech królewskich bibliotek, utworzenie jednej i publicznym dostępie do zbiorów. Nowa biblioteka początkowo mieściła się w Wielkim Pałacu Królewskim. W 1916 roku przeniesiono ją do budynku Thawornwatthu. Otwarcie miało miejsce 6 stycznia 1916 roku z udziałem króla Ramy VI. Po II wojnie światowej na potrzeby biblioteki zbudowano nowy budynek, który został uroczyście otwarty 5 maja 1966 roku. W 2009 roku biblioteka otrzymała fundusze na budowę obok drugiego budynku. Został on otwarty 3 października 2011 roku. Koszt budowy wyniósł 438 mln batów (12,5 mln dolarów). Podjęto również decyzję o odnowieniu starego budynku, który po remoncie został otwarty 12 października 2017 roku. Biblioteka podlega Ministerstwu Kultury. Posiada 12 oddziałów.

## Zbiory
Tajlandia nie posiada ustawy o bibliotece narodowej. Zgodnie z ustawą o prawie prasowym z 1941 roku wydawcy mieli obowiązek przekazywania 2 kopii książek i czasopism do biblioteki narodowej, a w razie nie wywiązywania się z tego zobowiązania biblioteka mogła nałożyć na nich karę 12 batów. Wysokość kary z czasem zdewaluowała się i w 2007 roku ustawa została zmieniona. Biblioteka Narodowa prowadzi rejestrację nowych wydawnictw i czasopism oraz nadaje numery ISBN i ISSN. Ma prawo do 3 kopii każdego wydawnictwa, które musi być przesłane w ciągu 30 dni od daty publikacji. W 2018 roku zbiory liczyły 5 120 000 woluminów (razem ze zdigitalizowanymi), a zbiór książek wynosił 2 232 998 woluminy.